# Battaglia di Les Aubiers
La battaglia di Les Aubiers è stata una battaglia della prima guerra di Vandea combattuta il 17 aprile 1793 a Nueil-les-Aubiers.

## La battaglia
Nell'aprile 1793, Gâtine, una regione del Poitou (oggi nel Deux-Sèvres, insorse contro i repubblicani. Un esercito di 3 000 poitevini, dei quali solo 200 possedevano un fucile (gli altri combatterono con falci e altre armi bianche), comandati dal generale Henri de La Rochejaquelein attaccarono, il 13 aprile, Les Aubiers, difesa dal generale di brigata Pierre Quétineau.
Fu prima di questa battaglia che La Rochejaquelein incitò i suoi uomini con la famosa frase: "Se mio padre fosse fra noi, vi ispirerebbe più fiducia, poiché appena la conoscete. Io del resto ho contro la mia giovinezza e la mia inesperienza; ma ardo già dal rendermi degno di comandarvi. Andiamo a cercare il nemico: se avanzo, seguitemi; se arretro, uccidetemi; se mi uccidono, vendicatemi!".
Presi da sorpresa, i repubblicani furono presi dal panico e abbandonarono la città, in questa battaglia i vandeani guadagnarono 3 cannoni e 1 200 fucili.
Con l'esercito meglio equipaggiato aveva la possibilità di prendere Bressuire, ma La Rochejaquelein preferì partire verso il nord per sostenere le armate angevine.
Secondo quando scrisse nelle sue memorie Victoire de Donnissan de La Rochejaquelein, i repubblicani persero 70 uomini tra morti e feriti, mentre secondo le memorie del generale Quétineau ci sono stati 30 morti e 52 feriti.